# Sleazy Dizzy
Pour plus de détails, voir Fiche technique et Distribution.
Sleazy Dizzy (小偷阿星, Siu tau ah sing) est une comédie d'action hongkongaise réalisée par Chu Yuan et sortie en 1990 à Hong Kong.
Elle totalise 7 968 000 HK$ de recettes au box-office.

## Synopsis
Un petit voleur (Stephen Chow) et une employée (Sibelle Hu) tentent d'aider un policier sous couverture à retrouver la mémoire et à localiser les 50 millions de dollars d'une transaction de drogue.

## Fiche technique
- Titre original : 小偷阿星
- Titre international : Sleazy Dizzy
- Réalisation : Chu Yuan
- Scénario : Philip Cheng
- Photographie : Li Hsin-yeh
- Production : Chen Kuan-tai, Henry Fong et Jimmy Lin
- Société de production : J & J Film Company
- Société de distribution : Golden Princess Film Production
- Pays d'origine :  Hong Kong
- Langue originale : cantonais
- Format : couleur
- Genre : comédie d'action
- Durée : 88 minutes
- Dates de sortie :
  - Hong Kong : 16 juin 1990
  - Corée du Sud : 5 avril 1991

## Distribution
- Stephen Chow : Sing
- Sibelle Hu : Bo Ling
- Chen Kuan-tai : Chan Yuan-lung
- Kenneth Tsang : l'inspecteur en chef Lee
- Alex Fong (en) : Eric
- Josephine Koo (en) : une assassin